# Alexander Iwanowitsch Karapusow
Alexander Iwanowitsch Karapusow (russisch Александр Иванович Карапузов; * 3. September 1955) ist ein ehemaliger sowjetischer Skispringer.

## Werdegang
Sein internationales Debüt gab Karapusow bei der Vierschanzentournee 1973/74. Nachdem er dabei jedoch in keinem der vier Springen auf vordere Plätze springen konnte, landete er auch in der Gesamtwertung nur auf Platz 61. Nach einem Jahr Pause, startete er bei der Vierschanzentournee 1975/76 zu seiner erfolgreichsten Tournee. Nach Rang 31 auf der Schattenbergschanze in Oberstdorf überzeugte er erstmals beim Springen auf der Großen Olympiaschanze in Garmisch-Partenkirchen, wo er mit Platz 10 das beste Einzelresultat seiner Karriere erzielte. Auf der Bergiselschanze in Innsbruck sprang Karapusow auf Platz 21, bevor er die Tournee mit Platz 17 auf der Paul-Außerleitner-Schanze in Bischofshofen und damit Gesamtrang 16 beendete. Bei den folgenden Olympischen Winterspielen 1976 in Innsbruck erreichte er mit Rang 12 von der Normal- und Rang 15 von der Großschanze zwei Top-20-Platzierungen.
Bei seinen letzten beiden Tourneen, der Vierschanzentournee 1976/77 und der Vierschanzentournee 1977/78 konnte er an den Erfolg nicht mehr anknüpfen und erreichte nur die Gesamtränge 37 und 38, bevor er seine aktive Skisprungkarriere 1978 beendete.

## Erfolge

### Vierschanzentournee-Platzierungen
| Saison  | Platz | Punkte |
| ------- | ----- | ------ |
| 1973/74 | 61.   | 706,1  |
| 1975/76 | 16.   | 802,7  |
| 1976/77 | 37.   | 722,5  |
| 1977/78 | 38.   | 586,3  |